# پیتر جوزف
پیتر جوزف (انگلیسی: Peter Joseph؛ زادهٔ 1979) یک کارگردان اهل ایالات متحده آمریکا است. وی از سال ۲۰۰۷ میلادی تاکنون مشغول فعالیت بوده‌است.